# Rudolf Cesarec
Rudolf Cesarec (Zagreb, 2. ožujka 1889. – Zagreb, 29. prosinca 1972.), hrvatski matematičar. Brat Augusta Cesarca.

## Životopis
Rodio se u Zagrebu, kao drugo od sedmero djece, od oca Augusta, poznatog starčevićanca, i majke Kornelije rođ. Senk. Školovao se u Zagrebu na Prvoj realnoj gimnaziji. Na Mudroslovnom fakultetu u Zagrebu diplomirao 1916. (kod Vladimira Varićaka i Jurja Majcena), doktorirao 1927. (disertacija Teorija Euklidovih, Riemannovih, Weylovih i Eddingtonovih prostora)  i zaposlio se 1929., redoviti profesor od 1935. i radio do 1946. godine. Predstojnik Geometrijskog zavoda do 1945., a Matematičkog od 1942. do 1944. godine. Cesarčev znanstveni interes bila je neneeuklidska geometrija zasnovana na apsolutnom jednoplošnom hiperboloidu, diferencijalna geometrija, i teorijom algebarskih krivulja u ravnini u projektivnoj geometriji. Uveo je pojam ortogona (višekuta s pravim ili gotovo pravim kutovima) u hiperboličku planimetriju (hiperboloidna planimetrija). Najvažniji rad Rudolfa Cesareca je Analitička geometrija linearnog i kvadratnog područja iz 1957. godine. Udžbenik Projektivna geometrija ostao je u rukopisu. Profesor Rudolf Cesarec zastupao je Nezavisnu Državu Hrvatsku na kongresu matematičara održanom 1942. u Rimu.

## Vanjske poveznice
- Google Knjige
- math.e - Hrvatski matematički elektronički časopis Povijest hrvatske matematike - 20. stoljeće